# Madeleine Son So-byog
Pour les articles homonymes, voir Sainte Madeleine et Son.
Madeleine Son So-byog (en coréen 박봉손 막달레나) est une laïque chrétienne coréenne, née en 1802 à Séoul en Corée, morte décapitée le 31 janvier 1840 à Séoul.
Reconnue martyre et béatifiée en 1925 par Pie XI, elle est solennellement canonisée à Séoul par le pape Jean-Paul II le 6 mai 1984 avec 102 autres martyrs de Corée. 
Sainte Madeleine Son So-byog est fêtée le 31 janvier et le 20 septembre.

## Biographie
Madeleine Son So-byog naît en 1802 dans la ville de Séoul, en Corée. Elle est d'une famille catholique. Son père a été exilé pour sa foi, et elle est encore jeune quand elle perd sa mère. Elle vit alors avec sa grand-mère. La situation de sa famille la rend timide, elle reste à l'écart des autres catholiques et apprend tard la religion catholique. 
Elle se marie à l'âge de 17 ans, et épouse un autre chrétien, Pierre Choe Chang-hub. Ils ont onze enfants, dont neuf meurent en bas âge. Elle est réputée pour son caractère agréable et sa voix douce, comme pour ses talents de couturière et de brodeuse.
Lors de la persécution de 1839, elle se cache avec ses proches. Elle est cependant découverte et arrêtée.
Interrogée par le chef de la police qui lui demande d'indiquer ou sont les autres chrétiens et de renier son Dieu, elle refuse, même quand il lui promet la liberté et la menace de mort sinon. Son corps est torturé par torsion à trois reprises, et elle est battue 260 fois.
Madeleine Son So-byog est finalement décapitée le 31 janvier 1840 à l'extérieur de Séoul, à la Petite porte de l'Ouest, en compagnie de cinq autres catholiques.

## Canonisation
Madeleine Son So-byog est reconnue martyre par décret du Saint-Siège le 9 mai 1925 et ainsi proclamée vénérable. Elle est béatifiée (proclamée bienheureuse) le 6 juin suivant par le pape Pie XI.
Elle est canonisée (proclamée sainte) par le pape Jean-Paul II le 6 mai 1984 à Séoul en même temps que 102 autres martyrs de Corée,. 
Sainte Madeleine Son So-byog est fêtée le 26 septembre, jour anniversaire de sa mort, et le 20 septembre, qui est la date commune de célébration des martyrs de Corée.